# Milendorf

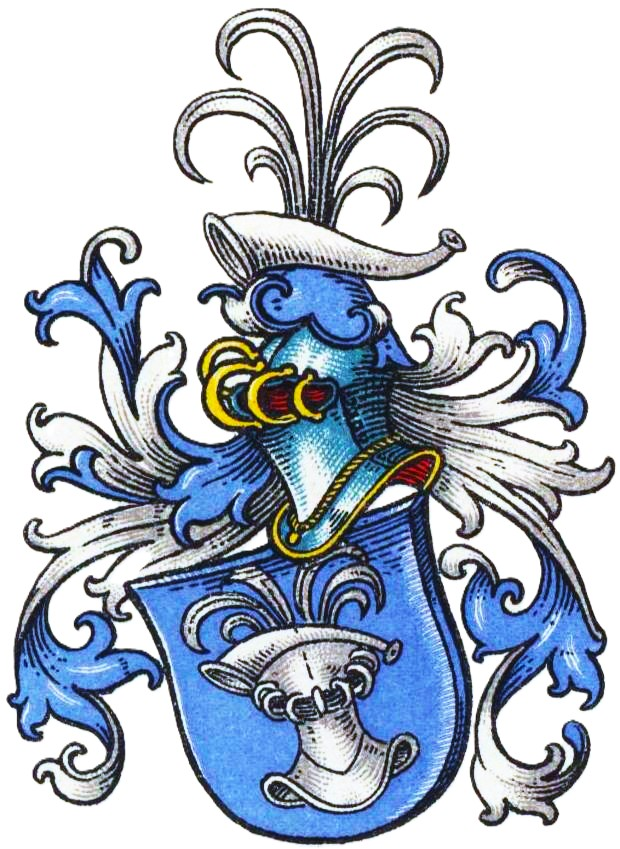
Wappen derer von Milendorpe im Wappenbuch des Westfälischen Adels

Milendorf  (auch Milendorpe, Millendorp o. ä.) ist der Name eines im 16. Jahrhundert erloschenen westfälischen Adelsgeschlechts.

## Geschichte
Das Geschlecht saß zu Gut Papenhausen im Lippischen. Folgende Stammfolge ist überliefert:
- Gerhard von Milendorf (urkundlich 1332–1345), Herr auf Papenhausen, Knappe
  - Hermann von Milendorf, 1386 Priester
  - Kunigunde von Milendorf, 1386 verheiratet
  - Cord von Milendorf, lebte 1403 verheiratet
    - Johann von Milendorf zu Papenhausen und Lemgo, 1424–1427 Freigraf, 1429 Ratsherr in Lemgo, 1434–1439 Bürgermeister von Lemgo
      - Cord von Milendorf (urkundlich 1455) ⚭ 1455 Gese, Witwe des Johann Dulwener
        - Gerd von Milendorf zu Papenhausen (urkundlich 1467–1470) ⚭ N. N.
          - Adelheid von Milendorf, Erbin von Papenhausen und des Milendorfschen Hofs zu Lemgo, ⚭ Johan von Offen

  - Johann (?) von Milendorf, 1421 Pleban zu Meinberg

Durch die Heirat von Erbtochter Adelheid von Milendorf und Johann von Offen kamen Papenhausen und der Milendorfsche Hof zu Lemgo an die von Offen. Mit Adelheid von Milendorf starb das Geschlecht aus. Peter von Offen, einer der Söhne der Eheleute, verkaufte Papenhausen 1577 an Moritz von Donop.

## Wappen
Blasonierung: In Blau ein Stahlhelm quer mit einem silbernen Horn belegt, darüber sechs silberne Schilfblätter. Auf dem Helm mit blau-silbernen Helmdecken ein ebensolches Horn mit sechs Schilfblättern.